# Kahntah Indian Reserve 3
Kahntah Indian Reserve 3 är ett reservat i Kanada.   Det ligger i provinsen British Columbia, i den centrala delen av landet, 3 300 km väster om huvudstaden Ottawa.
I omgivningarna runt Kahntah Indian Reserve 3 växer i huvudsak blandskog. Trakten runt Kahntah Indian Reserve 3 är nära nog obefolkad, med mindre än två invånare per kvadratkilometer.